# Kotnik (priimek)
Kotnik je 19. najbolj pogost priimek v Sloveniji, ki ga je po podatkih Statističnega urada Republike Slovenije na dan 31. decembra 2007 uporabljalo 3.078 oseb, na dan 1. januar 2010 pa 3.069 oseb.

## Znani nosilci priimka
- Andrej Kotnik (*1995), nogometaš
- Angela Kotnik (1921—2007), redovna organizatorka in predstojnica, humanitarka
- Bertrand Kotnik (1913—2009), duhovnik, slovenski župnik v New Yorku
- Bogdan Kotnik (*1978), odbojkar, kineziolog
- Božena Kotnik Kevorkijan, zdravnica
- Ciril Kotnik (1893—1948), diplomat, zaščitnik judov in antifašistov
- Darko Kotnik, karateist
- Diana Kotnik Lavtižar (*1974), modna oblikovalka
- Drago Kotnik (1927—2014), ekonomist, univ. prof.
- Eva Konečnik Kotnik, geografinja (UM)
- Franc Kotnik (1828—1890), podjetnik
- Franc Kotnik (1871—1891), študent in podjetnik
- France Kotnik (1882—1955), etnolog, folklorist
- Gloria Kotnik (*1989), deskarka na snegu
- Gloria Kotnik (*1992), zdravnica
- Igor Kotnik (-Dvojmoč) (*1967), obramboslovec
- Ivan Kotnik (1889—1945), duhovnik
- Ivan Kotnik - Ivč (*1951), montanist, šolnik, alpinist, večstranski športnik
- Janko Kotnik (1885—1975), jezikoslovec, romanist in leksikograf
- Jaroslav Kotnik (1914—2007), rimskokatoliški duhovnik
- Josip (Jože) Kotnik (1863—?), duhovnik, narodni delavec
- Josip Kotnik (1923—1990), mednarodno uveljavljen raketni inženir (živel na Hrvaškem)
- Jože Kotnik (1914—2008), fotograf
- Jože (Josip) Kotnik (1919—1964), športnik tekač (atlet)
- Jure Kotnik, arhitekt in publicist
- Karel Kotnik (1875—1910), podjetnik
- Katja Zdešar Kotnik, antropologinja
- Ludvik Kotnik (*1939), gozdar
- Lukas Kotnik (*2000), zgodovinar
- Matic Kotnik (*1990), nogometaš
- Metka Kotnik (*1980), zborovodkinja
- Milan Kotnik (*1964), zdravnik kardiolog
- Nedeljka Kotnik (*1930), metodičarka matematike
- Patricia Kotnik, ekonomistka
- Peter Kotnik, smučarski trener
- Primož Kotnik, zdravnik pediater
- Renato Kotnik (*1970), nogometaš
- Rok Kotnik (*1993), nogometaš
- Rudi Kotnik (*195_?), didaktik filozofije
- Rudolf Kotnik (1931—1996), slikar, likovni pedagog
- Sergeja Kotnik Zavrl, novinarka, urednica pri STA
- Slavko Kotnik (*1962), košarkar
- Sonja Kotnik (*1956), kazenska pravnica, predavateljica
- Stane Kotnik (1925—2014), (rezervni) polkovnik, predsednik ZRVS
- Stanko Kotnik (1928—2004), didaktik in metodik slovenskega jezika
- Tadej Kotnik (*1972), predstojnik Laboratorija za biokibernetiko na FE, prof.
- Tjaša Kotnik (*1992), odbojkarica
- Verena Kotnik, športna delavka
- Viktor Kotnik (1910—1991), metalurški strokovnjak in gospodarstvenik
- Viktor Kotnik (*1946), izdelovalec diatoničnih harmonik
- Vladimir Kotnik (*1949), zdravnik imunolog, profesor MF
- Vlado Kotnik (*1975), transspolni/-a antropolog/-inja, sociolog/-inja glasbe (opera)
- Zorko Kotnik (1904—1978), kulturnoprosvetni delavec